# Marie-Thérèse de Jésus-Eucharistie
Pour les articles homonymes, voir Marie Thérèse de Jésus (homonymie).
 (janvier 2017).
Si vous disposez d'ouvrages ou d'articles de référence ou si vous connaissez des sites web de qualité traitant du thème abordé ici, merci de compléter l'article en donnant les références utiles à sa vérifiabilité et en les liant à la section « Notes et références ».
Maria Dulce Rodrigues dos Santos, en religion Mère Marie-Thérèse de Jésus-Eucharistie (20 janvier 1901 - 8 janvier 1972), est une religieuse catholique brésilienne, fondatrice de la congrégation des Petites Missionnaires de Marie Immaculée pour les œuvres sociales et de charité. Elle est reconnue vénérable par l'Église catholique.

## Biographie
Dulce Rodriguez dos Santos naît à São Paulo dans une famille religieuse, appartenant à la classe moyenne. Après ses études, elle devient enseignante. D'une santé fragile, elle contracte la tuberculose et monte à São José dos Campos en 1922 pour s'y faire soigner. Son traitement terminé, elle est touchée par la misère des enfants issus des milieux défavorisés et s'en va faire leur éducation.
En 1936, elle donne naissance à la congrégation des Petites missionnaires de l'Immaculée pour les œuvres sociales et caritatives, et collaborer aux travaux pastoraux des prêtres. De nombreuses compagnes la rejoignent dans sa fondation et elle fait sa profession religieuse sous le nom de Mère Maria Teresa de Jésus-Eucharistie. Elle dirigea et développa jusqu'à sa mort sa congrégation, et malgré ses responsabilités, elle n'hésita jamais à se mettre elle-même au travail, notamment dans les favelas. Elle se distingue notamment par sa vie de prière et son dynamisme.

## Béatification
Le 17 août 1997, le diocèse de São José dos Campos ouvre la procédure de béatification et canonisation de Maria Dulce Rodrigues dos Santos, après l'aval de la Congrégation pour les causes des saints. L'enquête diocésaine s'est clôturée le 2 mai 2003 et transférée à Rome pour y être étudiée par le Saint-Siège.
Le 3 avril 2014, le pape François reconnaît l'héroïcité de ses vertus et la déclare vénérable.
Depuis 2013, l'enquête pour la reconnaissance d'un miracle attribué à son intercession est en cours. S'il est reconnu authentique, elle pourra être déclarée bienheureuse.

## Sources
- http://nominis.cef.fr/contenus/saint/12886/Venerable-Marie-Therese-de-Jesus-Eucharistie.html